# Guvernoratul Amman
Amman, cunoscut oficial ca Muhafazat al-Asima (Guvernoratul Capitală, arabă: محافظة العاصمة) este unul din guvernoratele Iordaniei. Capitala acestui guvernorat este orașul Amman, care este și capitala Iordaniei. Centrul administrativ al guvernoratului, precum și toate birourile guvernamentale și parlamentul sunt situate în  Districtul Abdali
Guvernoratul Amman are cea mai mare populație din cele 12 guvernorate ale Iordaniei. Se învecinează cu Guvernoratul Zarqa la nord și nord-est, guvernoratele Balqa și Madaba la vest, guvernoratele Karak și Ma'an la sud. De asemenea, are o frontieră internațională cu Arabia Saudită spre est.

## Istorie

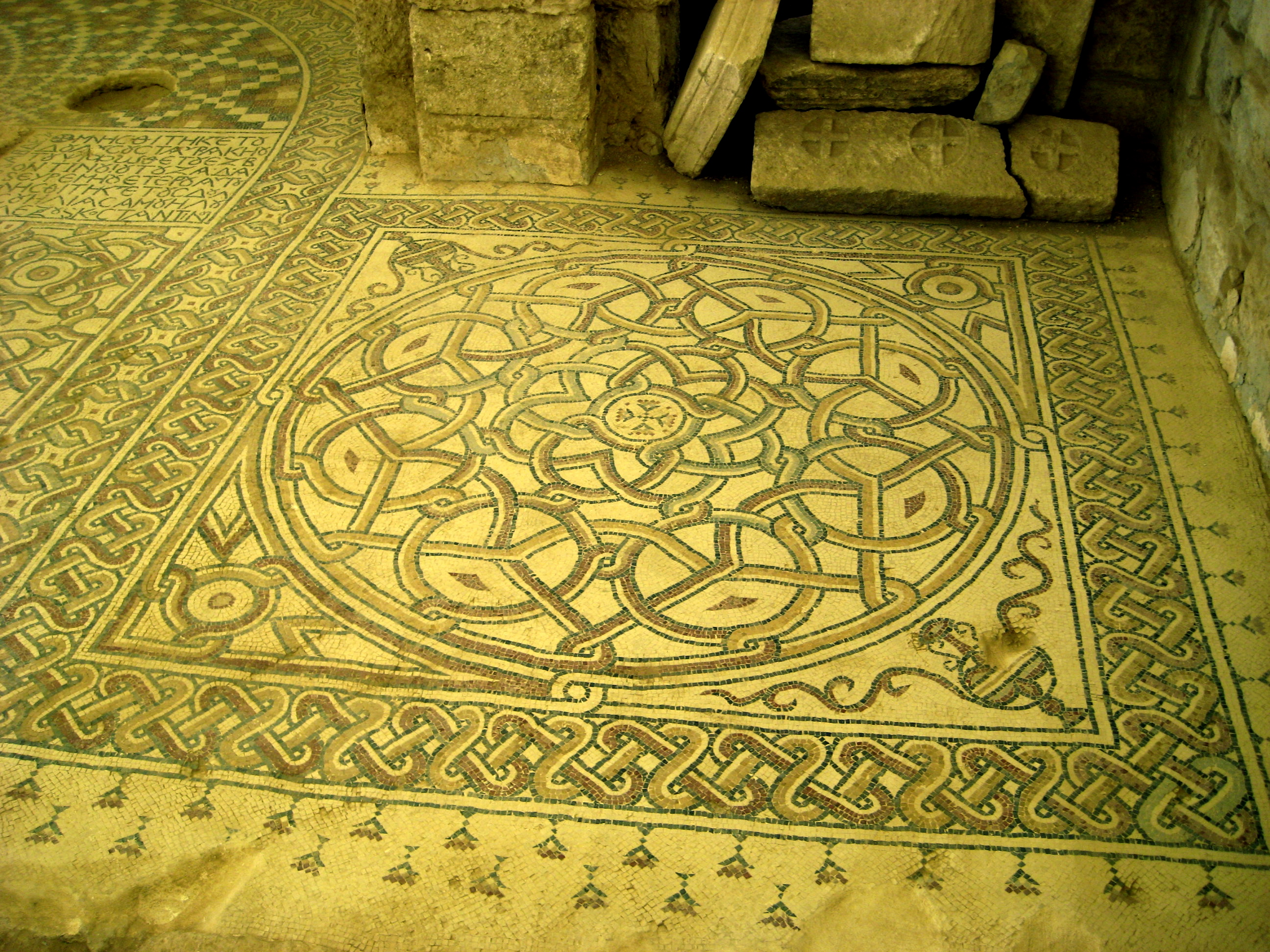
Mozaic bizantin în Biserica Sfântul Ștefan din Umm ar-Rasas.

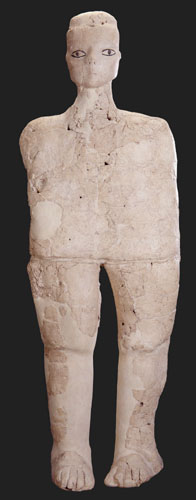
Venus 'Ain Ghazal, care datează din 7250 î.Hr., este printre cele mai vechi statui cunoscute la scară largă ale formei umane realizate de o civilizație umană. Acesta este găzduit în Muzeul arheologic iordanian.

Pământul acoperit de Guvernoratul Amman a fost locuit încă din epoca preistorică, ruinele civilizațiilor încă din 7.250 î.Hr. au fost descoperite la 'Ain Ghazal în apropiere de Amman, situl în sine fiind una dintre cele mai mari așezări preistorice din Orientul Mijlociu.
Aman a fost capitala și fortăreața Ammoniții, pe care ei au numit-o rabinul Amon, amoniții au condus aproape întreaga țară a Guvernoratului Capitalei. După amoniți romanii a preluat controlul asupra regiunii, Amman a fost redenumit „Philadelphia”, și a fost unul dintre cele zece orașe romane Decapolis. În urma cuceririlor musulmane, Philadelphia a revendicat numele Amman. Situl bizantin de la Umm ar-Rasas a fost desemnat patrimoniu mondial în 2004.

## Geografie
Climatul guvernoratului Amman este cel al climatului est-mediteranean. Cu toate acestea, deoarece Amman este situat pe un platou deluros, precipitațiile medii anuale și temperatura, în general, pot varia semnificativ de la o locație la alta, chiar și în orașul Amman. De exemplu, poate ninge în cartierul Sweileh, care are o altitudine de 1050 m deasupra nivelului mării, dar poate fi înnorat, fără ploaie în centrul orașului Amman, care are o altitudine de 780 m. Guvernoratul Amman este al treilea guvernorat ca mărime din Iordania după suprafață și cel mai mare după populație.

## Educație
Începând cu 2010, au existat 24 de universități și colegii comunitare în Guvernoratul Amman Universitatea din Iordania este cea mai veche universitate stabilită în guvernorat, este, de asemenea, prima universitate a Iordaniei, alte universități sunt Arab Open University care este deținută și condusă de Liga Arabă și Universitatea Prințesa Sumaya pentru Tehnologie care a fost numită după Prințesa Sumaya a Iordaniei. Universitatea Petra a fost clasată pe locul 20 în Lumea Arabă de webometrică, Universitatea Philadelphia (Iordania) este cea mai mare universitate privată din Guvernoratul Amman.

## Demografie
Recensământul național al Iordaniei din 2015 arată că populația Guvernoratului Capitalei a trecut de 4 milioane, dintre care peste 36% (1,45 milioane) erau cetățeni străini. Aceasta constituie o creștere accentuată a populației recensământului din 2004. Un factor care a contribuit la creșterea bruscă a populației este afluxul ridicat de refugiați din țările vecine.
Recensământul național al Iordaniei din 2004 a indicat că populația totală a Guvernoratului Capitalei la acea vreme era de 1.942.066 de locuitori, în creștere de la 1.576.238 la recensământul din 1994, la o creștere medie anuală de 2,1%.
| Demografia guvernoratului Amman              | Recensământ 2004      | Recensământ 2015 |
| -------------------------------------------- | --------------------- | ---------------- |
| Raportul dintre femei și bărbați             | 48,58% până la 51,42% | 48,1% la 51,9%   |
| Cetățeni iordanieni pentru cetățenii străini | 88% până la 12%       | 63,8% la 36,2%   |
| Populația urbană                             | 94%                   | 96%              |
| Populația rurală                             | 6%                    | 4%               |
| Populația totală                             | 1.942.066             | 4.007.000        |

Populația districtelor în conformitate cu  rezultatele recensământului:
| District           | Populație (Recensământul din 1994) | Populație (Recensământul din 2004) | Populație (Recensământul din 2015) |
| Guvernoratul Amman | 1,576,238                          | 1,942,066                          | 4,007,526                          |
| ------------------ | ---------------------------------- | ---------------------------------- | ---------------------------------- |
| Al-Jāmi'ah         | ...                                | 279,359                            | 743,980                            |
| Al-Jīzah           | 32,446                             | 42,051                             | 118,004                            |
| Al-Mūaqqar         | 18,239                             | 30,017                             | 84,370                             |
| Al-Quwaysimah      | ...                                | 257,260                            | 582,659                            |
| Mārkā              | ...                                | 483,819                            | 956,104                            |
| Nā'ūr (Na'our)     | 37,281                             | 66,220                             | 129,650                            |
| Qaṣabah 'Ammān     | ...                                | 552,511                            | 855,955                            |
| Saḥāb              | 49,060                             | 57,037                             | 169,434                            |
| Wādī as-Sīr        | 132,195                            | 173,792                            | 367,370                            |

## Diviziuni administrative

### Nahias

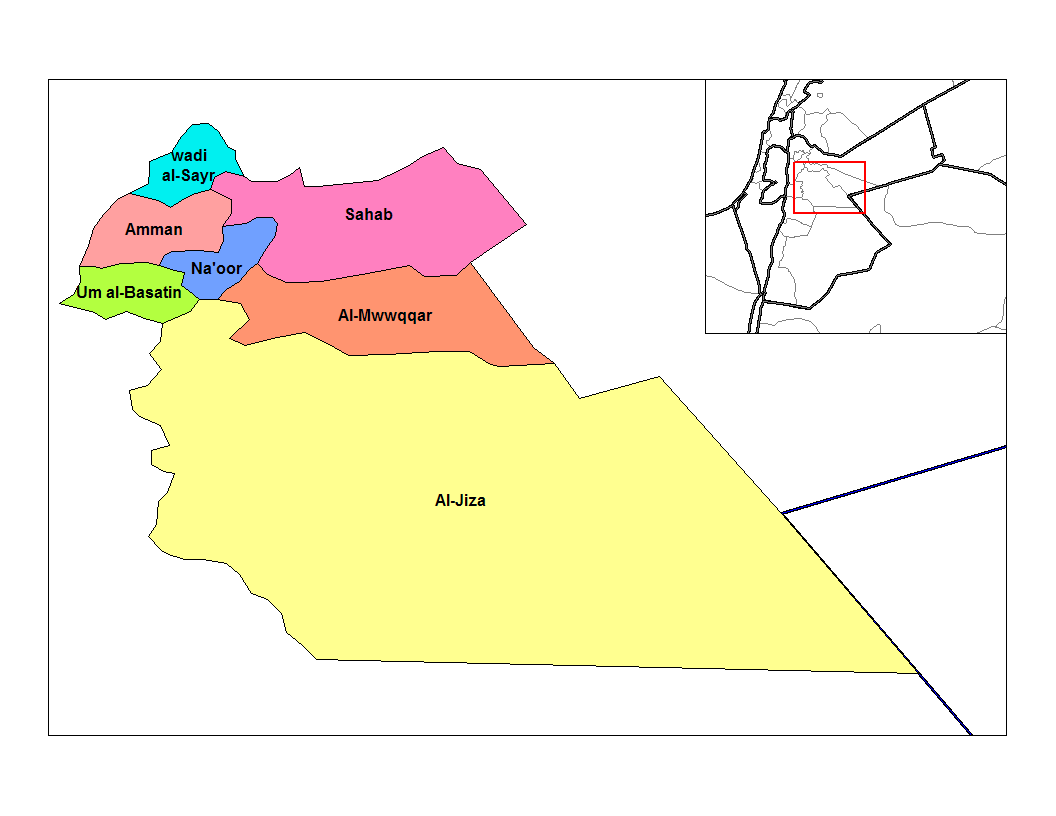
Nahiile Guvernoratului Amman

Articolul 4 din sistemul de diviziuni administrative al Ministerului iordanian de Interne prevede că guvernoratul Amman este împărțit în nouă nahias cinci dintre aceste „nahias” sunt incluse în districtele Municipalitatea „Greater Amman”.
|   | Nahia                      | Nume arab       | Subdiviziuni                                                         | Populație (2004) | Centrul administrativ |
| - | -------------------------- | --------------- | -------------------------------------------------------------------- | ---------------- | --------------------- |
| 1 | Nahia Capitală (Al-Qasaba) | لواء قصبة عمان  | include șase districte metropolitane Amman                           | 552.511          | Abdali                |
| 2 | Nahia Marka                | لواء ماركا      | include patru districte metropolitane Amman                          | 483.819          | Marka                 |
| 3 | Nahia Al-Qwesmeh           | لواء القويسمة   | include trei districte metropolitane Amman                           | 257.260          | Al Juwayyidah         |
| 4 | Nahia Universitate         | لواء الجامعة    | include șase districte metropolitane Amman                           | 279.359          | Al Jubayhah           |
| 5 | Nahia Wadi Al Seer         | لواء وادي السير | include trei districte metropolitane Ammman și alte 12 orașe și sate | 173.792          | Wadi Al Seer          |
| 6 | Nahia Naour                | لواء ناعور      | include 25 de orașe și sate                                          | 66.220           | Naour                 |
| 7 | Nahia Sahab                | لواء سحاب       | include 7 orașe și sate                                              | 57.037           | Sahab                 |
| 8 | Nahia Al Jizah             | لواء الجيزة     | Include 62 de orașe și sate                                          | 42.051           | Al Jizah              |
| 9 | Nahia Muwaqqar             | لواء الموقر     | include 26 de orașe și sate                                          | 30.017           | Al Mushaqqar          |

## Orașe și sate

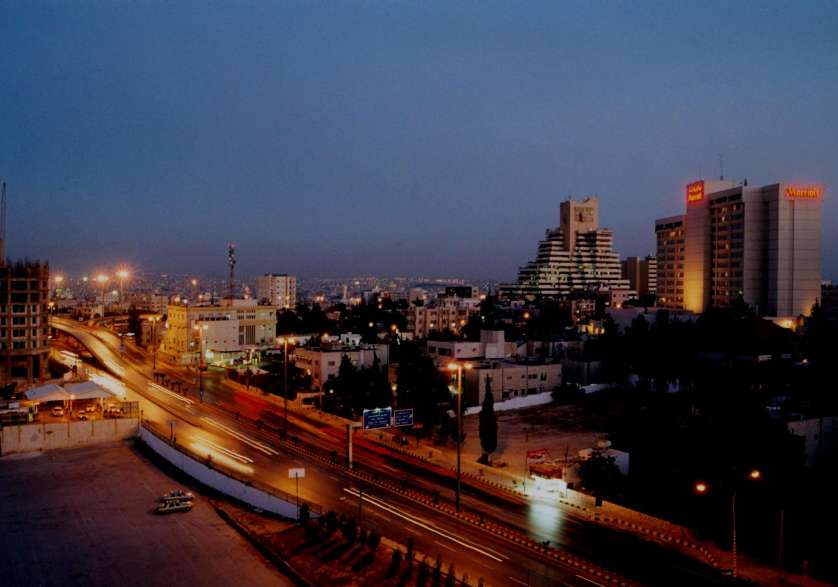
Districtul Abdali formează inima Ammanului

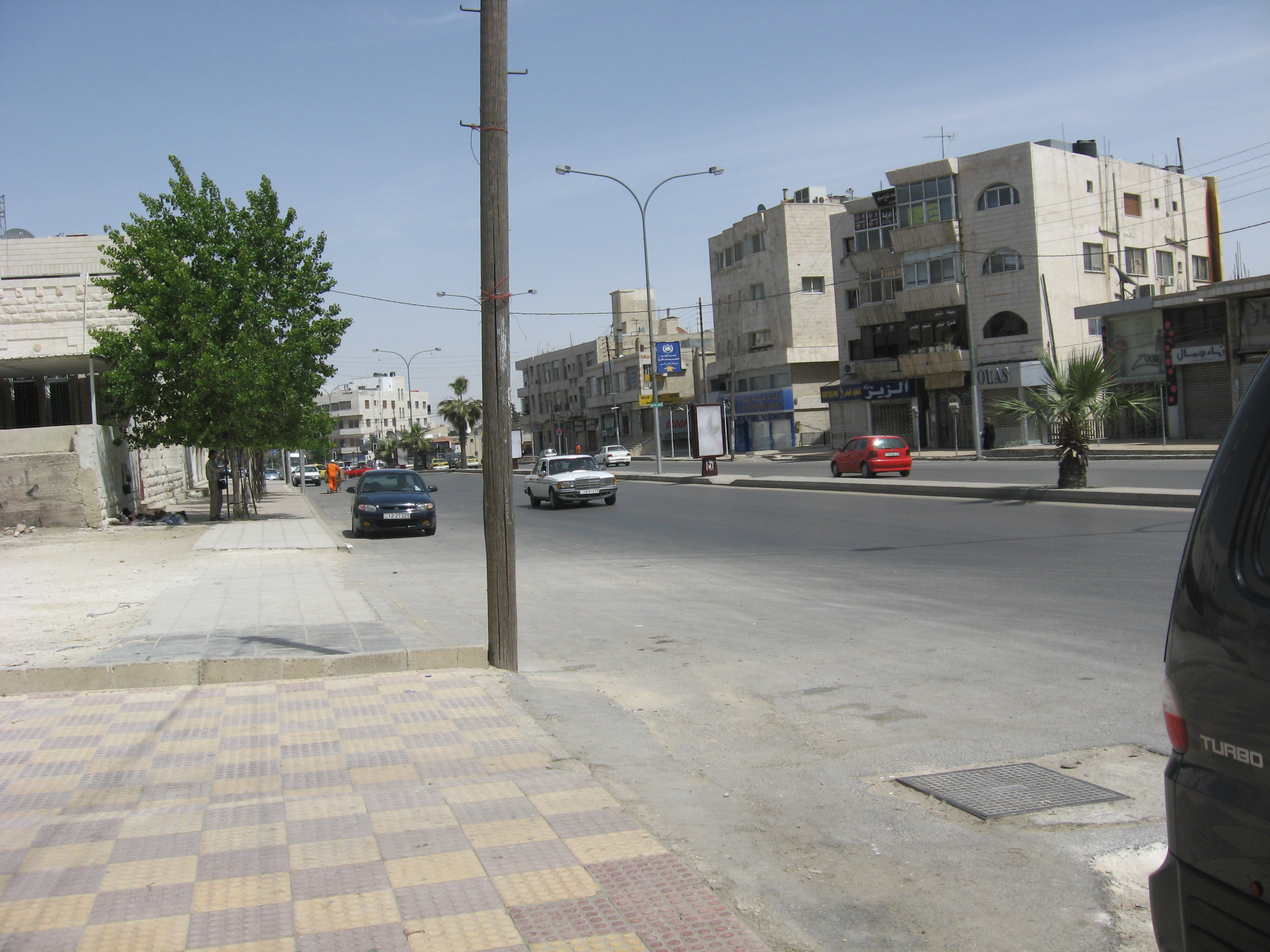
Departamentul Wadi Al Seer

Abdoun, Abu `Alandah, Adh Dhuhaybah, Al `Al, Al `Amiriyah, Al `Arid, Al `Arudah, Al Bahhath, Al Bassah, Al Bunayyat al Janubiyah, Al Bunayyat ash Shamaliyah, Al Hawwasiyah, Al Hummar, Al Jizah, Al Jubayhah, Al Judayyidah, Al Jumayyil, Al Juwayyidah, Al Lubban, Al Mabrak, Al Mahattah, Al Manakhir, Al Mathluthah, Al Muqabalayn, Al Mushaqqar, Al Mushayrifah, Al Mushayrifah, Al Muwaqqar, Al Qartu`iyah, Al Qastal, Al Qunaytirah, Al Qurayyat, Al Quwayjiyah, Al Quwaysimah, Al Yadudah, `Ammuriya, An Naqubah, An Nuwayjis, `Ara`ir, Ar Rabahiyah, Ar Rajib, Ar Riwaq, Ash Shufatah, Ash Shumaysani, Ash Shuqayq, As Samik, As Saqrah, Ath Thughrah, `Atruz, At Tunayb, Barazin, Barzah, Barzah, Bayt Zir`ah, Biddin, Bilal, Buqay` al Qababi`ah, Dab`ah, Dhiban, Dhuhaybah, Dulaylat al Hama'idah, Dulaylat al Mutayrat, Halaq ash Shuqayq, Hawwarah, Hisban, `Iraq al Amir, Jalul, Jawa, Juraynah, Khilda, Khirbat `Assaf, Khirbat as Sahilah, Khirbat Badran, Khirbat Khaww, Khirbat Siran, Khuraybat as Suq, Kufayr Abu Sarbut, Kufayr al Wakhyan, Kufayrat Abu Khinan, Madaba, Ma`in, Manja, Marka, Mukawir, Mulayh, Murayjimat Ibn Hamid, Natl, Na`ur, Qasr al Hallabat, Qubur `Abd Allah, Qurayyat Falhah, Qurayyat Nafi`, Qurayyat Salim, Rujaym Salim, Rujm ash Shami, Rujm ash Shara'irah, Sahab, Shunat Ibn `Adwan, Sufah, Sumiya, Suwaylih, Tabarbawr, Tila` al `Ali, Umm al `Amad, Umm al Birak, Umm al Hanafish, Umm al Kundum, Umm al Qanafidh, Umm ar Rasas, Umm as Summaq, Umm Juraysat, Umm Nuwarah, Umm Qusayr, Umm Qusayr, Umm Rummanah, Umm Shujayrah al Gharbiyah, Umm Zuwaytinah, `Urjan al Gharbiyah, `Urjan ash Sharqiyah, `Uyun adh Dhi'b, Wadi as Sir, Yajuz, Zaba'ir `Udwan, Zuwayza